# Майкл Бошам
Майкл Френсіс Бошам (англ. Michael Francis Beauchamp, 8 березня 1981, Сідней) — австралійський футболіст, захисник.

## Біографія

### Клуб
Почав професійну кар'єру в клубі «Марконі Стелліонс», потім виступав на батьківщині за «Парраматта Пауер», «Сідней Олімпік» і «Сентрал Кост Марінерс». У сезоні 2006/07 з успіхом відіграв в оренді за німецький «Нюрнберг», здобувши з клубом Кубок Німеччини. Після завершення сезону підписав постійний контракт, але вже в 2008 році перейшов в данський «Ольборг». У 2009 році перебрався в ОАЕ у клуб «Аль-Джазіра», а в травні 2010 року став гравцем «Мельбурн Харт». У квітні 2011 року перейшов у «Сідней».
30 червня 2012 року перейшов у новостворений клуб «Вестерн Сідней Вондерерз», де грав до 21 травня 2014 року. Згодом виступав за тайський «ПТТ Районг» та «Банкстаун Сіті», а завершив кар'єру у рідному клубі «Марконі Стелліонс».

### Збірна
Виступав за олімпійську збірну на Олімпіаді 2004 року, а в 2006 році дебютував у національній збірній Австралії. На ЧС-2006 був одним з лише двох представників чемпіонату Австралії в заявці, але на поле так і не вийшов. На ЧС-2010 зіграв один матч.
Загалом зіграв за збірну 22 матчі і забив 1 гол.

#### Голи за збірну
| Гол | Дата          | Місце            | Суперник | Рахунок | Результат | Турнір   |
| --- | ------------- | ---------------- | -------- | ------- | --------- | -------- |
| 1.  | 16 липня 2007 | Бангкок, Таїланд | Таїланд  | 4–0     | Перемога  | КАз-2007 |

## Досягнення
- Володар Кубка Німеччини: 2007